# Pronosupination

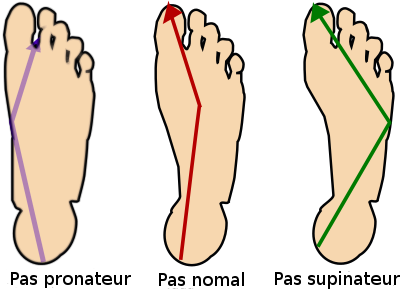

La pronosupination est le mouvement permettant la rotation d'une partie d’un membre par rapport à une autre.
L'exemple typique est le mouvement du membre supérieur qui consiste à orienter la paume de la main vers le haut (mouvement de supination) ou vers le bas (mouvement de pronation).
Ce mouvement d'apparence très simple met en jeu un nombre important de structures anatomiques et de muscles.

## Description complète
La pronosupination est l'ensemble de deux mouvements :
- la pronation ;
- la supination.

La pronosupination de l'avant-bras met en jeu l'articulation radio-ulnaire et l'articulation du coude.
Un moyen mnémotechnique pour associer chaque terme au bon mouvement est de se rappeler que la pronation est la posture de mains qui prennent, et la supination, celle de mains qui supplient.

### Pronation
La pronation consiste en un mouvement de l'articulation du coude et de l'articulation radio-ulnaire afin d'entraîner une rotation médiale de la main (ou rotation interne, ce qui revient à tourner la paume de la main vers le bas). On définit aussi ce mouvement d'inclinaison ulnaire (le pouce s'oriente vers l'ulna).
Contrairement aux idées reçues, au niveau du pied il ne peut y avoir de pronosupination car le pied ne fait pas de rotation externe ni interne mais donne cette illusion en combinant abduction et flexion dorsale (pour preuve il n'existe pas de rotateurs externes ni internes de pied, seuls les vendeurs de chaussures en sont convaincus), la pronation revient à mettre la plante du pied en dehors. L’éversion du pied se compose d'une flexion dorsale (flexion du pied) et d’une abduction, de telle sorte que la voûte plantaire regarde vers le dehors. Le muscle long extenseur des orteils est éverseur.

### Supination
La supination est le mouvement inverse de la pronation, elle consiste donc en une mobilisation de l'articulation du coude et de l'articulation radio-ulnaire afin d'opérer une rotation latérale de la main (ou rotation externe, ce qui revient à tourner la paume de la main vers le haut).
Au niveau du pied, la supination revient à mettre la plante du pied en dedans. L’inversion du pied se compose d'une flexion plantaire (extension du pied), d’une rotation interne (supination proprement dite) et d’une adduction, de telle sorte que la voûte plantaire regarde vers le dedans. Le muscle tibial postérieur long fléchisseur des orteils et long fléchisseur de l'hallux sont inverseurs.

## Conditions anatomiques de la pronosupination

### Articulation radio-ulnaire proximale
Liée à l'articulation huméro-radiale. La tête radiale peut rouler sur elle-même et en même temps s'incliner, dans le passage de la supination à la pronation.

### Articulation radio-ulnaire distale
L'extrémité inférieure du radius roule sur la tête de l'ulna en décrivant un tronc de cône.

### La membrane interosseuse
La membrane interosseuse est très résistante. Elle joue un rôle biomécanique triple :
1. Elle est l'un des principaux freins de la pronosupination
2. Elle maintient les rapports respectifs des deux os
3. Elle transmet les forces de pression axiale subies par la main vers l'humérus

### La forme des deux os de l'avant-bras
Les deux os de l'avant-bras doivent avoir une forme spéciale permettant leur croisement. Pour permettre la pronation, le radius n'est pas rectiligne mais courbé : c'est la courbure pronatrice. De même pour l'ulna, qui lui non plus n'est pas rectiligne.

### Longueur des deux os de l'avant-bras
Si l'un des deux os de l'avant-bras est raccourci, la pronosupination peut devenir impossible par détérioration de l'un des points d'enroulement.

## Muscles mis en jeu
Les muscles mis en jeu pour la pronation et la supination sont différents, puisque les mouvements sont inverses. On dit que les muscles pronateurs et supinateurs d'une même articulation sont antagonistes.
Chaque muscle de l'avant-bras a plus ou moins une action pronatrice ou supinatrice ; les principaux sont listés ci-dessous.

### Pronation
Pour le membre supérieur :
- Muscle rond pronateur : s'insère sur la face latérale du radius au sommet de la courbure pronatrice.
- Muscle carré pronateur : enroulé autour de l'extrémité inférieure de l'ulna (cubitus).

Ils sont tous les deux innervés par le nerf médian.

### Supination
Pour le membre supérieur :
- Muscle supinateur (anciennement muscle court supinateur) : enroulé autour du col du radius, il intervient quelle que soit la position du coude.
- Muscle biceps brachial : il a une efficacité plus grande lorsque le coude est fléchi avec la main en pronation.
- Muscle brachio-radial (anciennement muscle long supinateur) : c'est un muscle supinateur accessoire.

Les nerfs moteurs sont le nerf radial pour les muscles supinateur et brachio-radial et le nerf musculo-cutané pour le biceps brachial.